# Thurmont
Thurmont ist eine Kleinstadt (mit dem Status „Town“) im Frederick County im US-amerikanischen Bundesstaat Maryland. Das U.S. Census Bureau hat bei der Volkszählung 2020 eine Einwohnerzahl von 6213 ermittelt.
Thurmont ist Bestandteil der Metropolregion um die US-Hauptstadt Washington.

## Geografie
Thurmont liegt im Norden des Frederick County am Rande des Cunningham Falls State Park und des Catoctin Mountain Park am Osthang der Appalachen. Die Mason-Dixon-Linie, die die Grenze zu Pennsylvania bildet, verläuft 14 km nördlich.
Der Ort liegt auf 39°37′25″ nördlicher Breite und 77°24′39″ westlicher Länge und erstreckt sich über 7,7 km².
Nachbarorte von Thurmont sind Blue Ridge Summit in Pennsylvania (14,7 km nordnordwestlich), Emmitsburg (12,2 km nordöstlich), Keymar (16,8 km ostsüdöstlich), Woodsboro (13,8 km südöstlich), Frederick (26,1 km südlich) und Smithsburg (17,6 km westnordwestlich).
9,5 km nordwestlich von Thurmont befindet sich die Naval Support Facility Thurmont, besser bekannt als Camp David, eine Erholungsanlage für den jeweils amtierenden US-Präsidenten.
Die nächstgelegenen größeren Städte sind Washington (104 km südsüdöstlich), Pennsylvanias Hauptstadt Harrisburg (92,3 km nordöstlich) und Baltimore (83,9 km ostsüdöstlich).

## Verkehr
In Nord-Süd-Richtung führt der U.S. Highway 15 durch Thurmont und trifft dort auf die Maryland State Routes 77 und 550. Alle weiteren Straßen sind untergeordnete Stadtstraßen.
Durch das Zentrum von Thurmont verläuft eine Eisenbahnstrecke der CSX Transportation.

## Demografische Daten
Nach der Volkszählung im Jahr 2010 lebten in Thurmont 6170 Menschen in 2229 Haushalten. Die Bevölkerungsdichte betrug 801,3 Einwohner pro Quadratkilometer. In den 2229 Haushalten lebten statistisch je 2,75 Personen.
Ethnisch betrachtet setzte sich die Bevölkerung zusammen aus 95,8 Prozent Weißen, 1,0 Prozent Afroamerikanern, 0,4 Prozent amerikanischen Ureinwohnern, 0,6 Prozent Asiaten sowie aus anderen ethnischen Gruppen; 1,5 Prozent stammten von zwei oder mehr Ethnien ab. Unabhängig von der ethnischen Zugehörigkeit waren 2,4 Prozent der Bevölkerung spanischer oder lateinamerikanischer Abstammung.
25,8 Prozent der Bevölkerung waren unter 18 Jahre alt, 61,1 Prozent waren zwischen 18 und 64 und 13,1 Prozent waren 65 Jahre oder älter. 51,6 Prozent der Bevölkerung war weiblich.
Das jährliche Durchschnittseinkommen eines Haushalts lag bei 71.422 USD. Das Pro-Kopf-Einkommen betrug 29.849 USD. 7,3 Prozent der Einwohner lebten unterhalb der Armutsgrenze.

## Medien
Das christliche Talkradio WTHU ging 1967 in Betrieb.